# Erre (transport)
Pour les articles homonymes, voir Erre.
L’erre est la vitesse résiduelle d'un bateau ou d'un train lorsqu'il n'a plus de propulsion.
On peut se servir de l’erre (ponctuellement) pour gagner quelques mètres au vent sans avoir à tirer un dernier bord pour atteindre une bouée ou marque de parcours (on dit parfois que l'on a « bretonné » la bouée). Dans le petit temps, lorsqu'un voilier traverse une molle (petite zone où il n'y a plus ou presque plus de vent), on fait bien attention à ne pas casser l’erre du bateau. Lorsque l'on veut prendre un coffre ou mouiller, on essaye d'arriver sur son erre afin que le bateau s'arrête exactement au point souhaité.
Dans le règlement international pour prévenir les abordages en mer (RIPAM), l'expression « avoir de l'erre » désigne tout navire qui avance par rapport à l'eau même avec son appareil propulsif en marche.
Dans le domaine ferroviaire, lors des changements de tension entre deux pays ou deux systèmes (1 500 V et 25 000 V en France), le pantographe est baissé et le second est relevé après avoir franchi la zone de commutation. Beaucoup de trains, dont les TGV, roulent une partie du temps sans propulsion, portés uniquement par leur énergie cinétique (importante du fait de leur masse ou leur vitesse) lors d'une descente ou avant d'arriver en gare. Il s'agit alors de « marche sur l'erre ».
Cette pratique est appliquée également sur tous les types de trains : voyageurs, marchandises, autorails, trains de travaux, etc.